# The Knack
The Knack é uma banda norte-americana de rock que ficou famosa com seu primeiro single, "My Sharona", um hit internacional em 1979.